# Јанко Дмитровић
Јанко Дмитровић (Врапчиште, 14. септебар 1879 - 17. децембар 1946, Београд) био је османски и српски политичар и лекар.

## Биографија
Димитровић је рођен 14. септембра 1879. године у Врапчишту. Основно образовање завршио је у родном селу и завршио је српску гимназију у Истанбулу. Дипломирао је на медицинском одсеку у Истанбулу 1907. године. Радио је као лекар у Тетову и Битољу.
На изборима 1908. и 1908. године биран је за народног посланика, независно од централног санџака Битољског вилајета.  Постао је секретар српског посланства у Истанбулу 1914. и генерални конзул у Солуну 1917. године.
После Првог светског рата престао је да се бави политиком и живео је у Београду   до своје смрти 17. децембра 1946. године. 

## Извор
1. ↑  „Members of the Meclis-i Mebusan, 1912”. Msu.edu. Архивирано из оригинала 15 Temmuz 2004. г. Приступљено 11 Ocak 2013. Проверите вредност парамет(а)ра за датум: |access-date=, |archive-date= (помоћ) Архивирано 2013-07-23 на сајту
2. ↑  . ISBN 978-608-203-023-4. Недостаје или је празан параметар |title= (помоћ)
3. ↑  „Јанићије Димитријевић”. Архивирано из оригинала 21 Eylül 2013. г. Приступљено 5 Mayıs 2021. Проверите вредност парамет(а)ра за датум: |access-date=, |archive-date= (помоћ)
4. ↑  Српски биографски речник, том 3, с. 23 (PDF), Архивирано из оригинала (PDF) 7 Mayıs 2012. г., Приступљено 4 Ekim 2011 Проверите вредност парамет(а)ра за датум: |access-date=, |archive-date= (помоћ)